# Świadki Iławeckie
Świadki Iławeckie (deutsch Schwadtken (Dorf und Gut Waldhaus)) ist ein Ort in der polnischen Woiwodschaft Ermland-Masuren und bestand vor 1945 aus zwei Ortschaften. Er gehört zur Landgemeinde Górowo Iławeckie (Landsberg) im Powiat Bartoszycki (Kreis Bartenstein) – bis 1945 zum Kreis Preußisch Eylau in Ostpreußen.

## Geographische Lage
Świadki Iławeckie liegt wenige hundert Meter südlich der polnisch-russischen Staatsgrenze (EU-Außengrenze) im Nordwesten der Woiwodschaft Ermland-Masuren, fünf Kilometer südwestlich der heute auf russischem Gebiet gelegenen früheren Kreisstadt Preußisch Eylau (russisch Bagrationowsk) bzw. 21 Kilometer nordwestlich der heutigen Kreismetropole Bartoszyce (deutsch Bartenstein).

## Geschichte

### Bis 1945

#### Schwadtken Dorf (Gem. Topprienen)
Das einstige Swatkos wurde 1375 erstmals urkundlich erwähnt und nach 1375 Schwattlauken bzw. vor 1785 Schwadtken genannt. Das Dorf bestand aus mehreren kleinen Höfen und Gehöften und wurde 1874 als Landgemeinde Schwadtken in den neu gebildeten Amtsbezirk Gallehnen (polnisch Gałajny) im ostpreußischen Kreis Preußisch Eylau, Regierungsbezirk Königsberg, aufgenommen. Im Jahre 1910 zählte Schwadtken 47 Einwohner.
Am 30. September 1928 gab Schwadtken seine Eigenständigkeit auf und schloss sich mit der Landgemeinde Topprienen (polnisch Toprzyny) und den Gutsbezirken Dulzen (Dulsin), Gallehnen (Gałajny) und Heinrichswalde (Wężykowo) zur neuen Landgemeinde Topprienen zusammen.
1945 kam das Dorf Schwadtken als Ortsteil von Topprienen mit dem gesamten südlichen Ostpreußen in Kriegsfolge zu Polen.

#### Schwadtken Gut Waldhaus (Gem. Tenknitten)
Im Jahre 1871 wurde das Gut Schwadtken Waldhaus als Schwadken erstmals offiziell genannt. Erst um 1910 schrieb sich der Gutsort Schwadtken wie das nur wenige hundert Meter südlich gelegene Dorf. Drei Jahre nach der Ersterwähnung wurde der Gutsbezirk Schwadtken Waldhaus in den neuen Amtsbezirk Gallehnen im Kreis Preußisch Eylau eingegliedert. 32 Einwohner waren im Jahre 1910 in dem Gutsort gemeldet.
Bei der Verwaltungsreform im Jahre 1928 verlor der Gutsbezirk Schwadtken Waldhaus seine Eigenständigkeit, als er sich mit dem Gut Grünhöfchen (polnisch Grądzik) des Gutsbezirks Heinrichswalde (Wężykowo) sowie den Landgemeinden Schewecken (Żywkowo) und Tenknitten (heute russisch Muromskoje) aus dem Amtsbezirk Henriettenhof zur neuen Landgemeinde Tenknitten zusammenschloss.
Mit der Abtretung des gesamten südlichen Ostpreußen 1945 in Kriegsfolge kam das Gut Schwadtken Waldhaus zu Polen.

### Ab 1945

#### Świadki Iławeckie
Die beiden Ortschaften namens Schwadtken lagen unmittelbar an der Grenze zur russischen Oblast Kaliningrad. Das Gut konnte nicht mehr besiedelt werden, und so wurde für beide ehemaligen Orte namens Schwadtken ein Dorf mit den polnischen Namensform „Świadki Iławeckie“ gebildet. Seit 1976 gehört es zur Gmina Górowo Iławeckie (Landgemeinde Landsberg) im Powiat Bartoszycki (Kreis Bartenstein), von 1975 bis 1998 der Woiwodschaft Allenstein, seither der Woiwodschaft Ermland-Masuren zugehörig.

## Religion
Das Dorf Schwadtken und das Gut Schadtken Waldhaus gehörten bis 1938 zum evangelischen Kirchspiel Klein Dexen (russischer Name Furmanowo) in der Kirchenprovinz Ostpreußen der Kirche der Altpreußischen Union. Als diese der Anlage des Truppenübungsplatzes Stablack weichen musste, kamen beide Orte 1938 zur neu errichteten Pfarrei in Stablack (russisch Dolgorukowo).
Die heute mehrheitlich römisch-katholische Bevölkerung von Świadki Iławeckie ist nach Gałajny (Gallehnen) im Dekanat Górowo Iławeckie im Erzbistum Ermland eingepfarrt.

## Verkehr
Nach Świadki Iławeckie gelangt man von der polnischen Woiwodschaftsstraße 511 (frühere deutsche Reichsstraße 134) über den Abzweig Grądzik (Grünhöfchen) in Richtung Żywkowo (Schewecken). Eine früher mit Preußisch Eylau bestehende Bahnanbindung besteht seit 1945 nicht mehr.